# Le Nord (hebdomadaire russe)
Le Nord (russe : Север) est un hebdomadaire illustré littéraire et artistique, publié à Saint-Pétersbourg à partir de 1888. La revue a été fondée par Vsevolod Soloviov (ru). Elle a un a grand succès la première année. Elle change de propriétaire au bout de deux ans, et passe dans les mains d'E. A. Ievdokimov, puis de M. K. Remezova puis enfin de l'éditeur Η. F. Mertts.
Les directeurs de la rédaction ont été successivement Piotr Gneditch (ru), Vsevolod Soloviov, S. A. Tikhanov, N. A. Alexandrov, Apollon Korinfski et Η. F. Mertts.
Alekseï Afanassiev, graphiste, caricaturiste a été un des collaborateurs de la revue. 
À partir de 1892, la revue publie un supplément gratuit de douze livres par an, Bibliothèque du Nord.